# Crepipatella
Genre
Synonymes
- Verticumbo Berry, 1940 †[1]

Crepipatella est un genre de mollusques gastéropodes appartenant à la famille des Calyptraeidae. L'espèce-type est Crepipatella peruviana.

## Liste d'espèces
Selon World Register of Marine Species (27 septembre 2017) :
- Crepipatella capensis (Quoy & Gaimard, 1835)
- Crepipatella dilatata (Lamarck, 1822)
- Crepipatella dorsata (Broderip, 1834)
- Crepipatella foliacea (Broderip, 1834)
- Crepipatella lingulata (Gould, 1846)
- Crepipatella occulta Veliz, Winkler, Guisados & Collin, 2012
- Crepipatella orbiculata (Dall, 1919)
- Crepipatella patagonica (d'Orbigny, 1841)
- Crepipatella peruviana (Lamarck, 1822)